# امیلی لوریمر
امیلی آورند لوریمر (اُبی‌یی) (۱۰ اوت ۱۸۸۱-ژوئن ۱۹۴۹)، روزنامه‌نگار، زبان‌شناس، تحلیلگر سیاسی و نویسنده انگلیسی-ایرلندی بود.

## زندگی
در ۱۰ اوت ۱۸۸۱ به نام امیلی مارتا اوورند در دوبلین متولد شد، او دختر توماس جورج اوورند، وکیل دادگستری و قاضی دادگاه شهرستانی، و هانا (نام خانوادگی کینگزبری) بود. او یک خواهر و دو برادر داشت. آنها یک خانواده انگلیسی-ایرلندی بودند و لوریمر در کالج ترینیتی دوبلین تحصیل کرد و در آنجا زبان مدرن خواند و در سال ۱۹۰۴ فارغ‌التحصیل شد. او تحصیلات خود را در کالج سامرویل آکسفورد در سال ۱۹۰۶ به پایان رساند. لوریمر سال ۱۹۰۷ را در مونیخ در دانشگاه گذراند. او در سال ۱۹۱۰ با دیوید لاکهارت رابرتسون لوریمر در کریست چرچ، لیسون پارک، دوبلین ازدواج کرد.
او در کالج سامرویل آکسفورد به عنوان معلم لغت‌شناسی آلمانی کار کرد و در آنجا در اوقات فراغت خود سانسکریت را یادگرفت. خواهر دیوید (هیلدا)، در طول جنگ جهانی دوم، سمت معاون کالج سامرویل را بر عهده گرفت. در واقع امیلی از طریق دوستی با هیلدا بود که با شوهرش آشنا شد. لوریمر تمایل داشت شوهرش را در سفرهای کاری همراهی کند. زمانی که شوهرش در خاورمیانه بود به عنوان منشی خصوصی او کار می‌کرد. او همچنین در طول جنگ جهانی اول به عنوان سردبیر «بصره تایمز» کار می‌کرد و با صلیب سرخ در ارتباط بود. لوریمر در جریان شورش اعراب در قاهره ساکن بود. در دهه‌های ۲۰ و ۳۰ او یکی از مفسران برجسته بریتانیایی دربارهٔ آدولف هیتلر و نازیسم بود. او برای انتشارات فابر و فابر کار می‌کرد، که آثار او را به همراه سایر نویسندگان آلمانی زبان از جمله گوستاو کریست ترجمه کرد. لوریمر زمانی که شوهرش در سال ۱۹۲۷ بازنشسته شد بورسیه تحصیلی خود را دریافت کرد. او به یادگیری زبان‌های جدید و تحصیل ادامه داد. او زمانی بود که شوهرش پست‌های خارج از کشور داشت، نهایت استفاده را می‌برد. لوریمر نه طرفدار استقلال اعراب بود و نه از حکومت خانگی ایرلند حمایت می‌کرد. او به حق رای زنان اعتقادی نداشت. او خود را علاقه‌مند به زبان و ادبیات عرب توصیف می‌کرد حتی اگر قادر به درک فرهنگ آن‌ها نبود. او و همسرش مدال یادبود برتون را توسط انجمن سلطنتی آسیایی در سال ۱۹۴۸ دریافت کردند. او همچنین نشان OBE را دریافت کرده بود.
همسر امیلی یعنی دیوید لاکهارت رابرتسون لوریمر مدتی به عنوان دیپلمات بریتانیا در کرمان خدمت کرد. در این زمان امیلی نامه‌هایی به دوستان و خانواده‌اش دردوبلین نوشت، این نامه‌ها بعدها توسط خانواده لوریمر به موزهٔ بریتانیا اهدا شد و «محمد قائد»، با مشاهدهٔ نامه‌ها تصمیم به بازگردانی و انتشارشان در قالب یک کتاب، یعنی «نامه‌هایی از کرمان به دوبلین» می‌گیرد.
زمان نوشتار نامه‌ها مربوط به دورهٔ احمدشاه و سال‌های ۱۹۱۳ و ۱۹۱۴ است و اطلاعات جالب توجهی را از شرایط اجتماعی و سیاسی شهر کرمان، روابط نمایندهٔ دولت انگلیس با والی شهر، وضعیت معاش مردم و نوع زندگی آن‌ها، معاشرت، آیین و سنت‌های مختلف نظیر مراسم تعزیه و سوگواری‌های مردم به دست می‌دهد. امیلی گاه به وقایع مهمی که در دوران نظارت کنسولگری بریتانیا در شهر کرمان اتفاق می‌افتاد نیز اشاره کرده‌است. این کتاب شامل ۵۹ نامه است که توسط محمد قائد گزینش و در ۴۴۹ صفحه توسط انتشارات کلاغ منتشر شده‌است.

## کتابشناسی

### نویسنده
- آنچه هیتلر می‌خواهد، ۱۹۳۹
- شکار زبان در قراقورام، ۱۹۳۹

### مترجم
- قصه‌های ایرانی، ۱۹۱۹
- فردریک دوم، ۱۱۹۴–۱۲۵۰، ۱۹۳۱: ترجمه از آلمانی
- جناب روح: زندگی فریتز فون هلشتاین ۱۹۳۳: ترجمه از آلمانی
- امپراتوری سوم آلمان، ۱۹۳۴: ترجمه از آلمانی
- زندانی در سرزمین ممنوعه، ۱۹۳۸: ترجمه از آلمانی
- گرگ و میش در وین، ۱۹۳۸: ترجمه از آلمانی
- مسیحی نهم، ۱۹۳۹: ترجمه از آلمانی و دانمارکی
- دانشمندی در تارتاری: از هوآنگ هو تا سند، ۱۹۳۹
- جامعه‌شناسی مستعمرات، ۱۹۴۹
- زندگی روزمره در روم باستان، ۱۹۴۱: ترجمه از فرانسه
- تنهایی در سرزمین ممنوعه: سفرهای مبدل در آسیای مرکزی شوروی، ۱۹۳۸
- رجال ادب و عموم انگلیسی در قرن هجدهم، ۱۶۶۰–۱۷۴۴، ۱۹۴۸
- از طریق دولوروسا، ۱۹۴۸: ترجمه از هلندی
- سیسرو: اسرار مکاتبات او، ۱۹۵۱: ترجمه از فرانسه

### ویراستار
- عرب صحرا: نگاهی اجمالی به زندگی بدوی در کویت و عربستان سعودی اثر اچ.ار. پی دیکسون، ۱۹۴۹

### نویسنده بخشی از کتاب
- دوباره هرگز! (مبارزه با دروغ)، ۱۹۴۲

1. ↑  "Irish Genealogy" (PDF). Irish Genealogy. Retrieved 2019-12-08.
2. ↑  "Irish Genealogy" (PDF). Irish Genealogy. Retrieved 2019-12-08.
3. ↑  "Census 1901".
4. ↑  "Marriage" (PDF).
5. ↑   {{cite book}}: Empty citation (help)
6. ↑  "Brunei Gallery at SOAS: Bakhtiari Kuch - Early European Travellers: Caricature Orientalists or just Men of their Time?". www.soas.ac.uk (به انگلیسی). Archived from the original on 8 December 2019. Retrieved 2019-12-08.
7. ↑  "Lorimer Emily Overend 1881-1949 Journalist, writer". Archives Hub (به اندونزیایی). 1935-10-19. Retrieved 2019-12-07.
8. ↑  "Papers of Emily Overend Lorimer, author, editor of 'Basrah Times' 1916-17, wife of Lt-Col David Lorimer, Indian Political Service 1903-27". The National Archives. 2008-12-18. Retrieved 2019-12-07.
9. ↑  "Private Papers". The National Archives. 2008-12-18. Retrieved 2019-12-07.
10. ↑  "Reviews". Cercles. Retrieved 2019-12-07.
11. ↑  "David Lockhart Robertson Lorimer and Emily Overend Lorimer – Royal Asiatic Society". Royal Asiatic Society – A forum for those who are interested in the history, languages, cultures and regions of Asia. Retrieved 2019-12-07.
12. ↑  Stone, Dan (2015-08-03). "The "Mein Kampf Ramp": Emily Overend Lorimer and Hitler Translations in Britain". German History. Retrieved 2019-12-08.
13. ↑  "Dictionary of Irish Biography". Cambridge University Press. 2019-12-06. Retrieved 2019-12-08.
14. ↑  «کتاب نامه‌هایی از کرمان به دوبلین اثر امیلی لاریمر | ایران کتاب». فروشگاه اینترنتی ایران کتاب. دریافت‌شده در ۲۰۲۳-۱۱-۰۱.